# Limnellia surtsuri
Limnellia surtsuri är en tvåvingeart som beskrevs av Andersson 1971. Limnellia surtsuri ingår i släktet Limnellia och familjen vattenflugor. Inga underarter finns listade i Catalogue of Life.